# 松本翔太郎
松本 翔太郎（まつもと しょうたろう、1991年〈平成3年〉3月7日 - ）は、日本の俳優、歌手。

## 来歴・人物
1991年、神奈川県相模原市出身（生まれは熊本県八代市）。高校時代までサッカーに打ち込み、その後、音楽活動を始める。
2009年以降、東京都内のライブハウスを中心にライブ活動をし、2012年CDデビュー。
20歳の頃、「役者をやらないか」と誘われるも、当時は音楽活動をしていたため断った。しかし音楽活動中もこの出来事が頭の中にあり、それから8年後に、誘いの声をかけてきた事務所の門を叩き、2019年春より松本翔太郎として俳優活動を開始。以後、舞台、テレビドラマ、テーマパークなどに出演する。
デビュー作である舞台「転校生」（平田オリザ作、本広克行演出）では、応募総数2128人からオーディションで男子校版21人に残り、最終的には転校生役に選ばれた。
sho(エスエイチオー・ショウ)名義で音楽活動をしてきたが、2024年2月17日リリースの楽曲「春になったら」からは音楽名義も松本翔太郎として活動することになった。

## ディスコグラフィ

### シングル
| 曲名                | 配信日         |
| ------------------- | -------------- |
| ふたつの夢          | 2015年8月2日   |
| kimidake            | 2021年1月16日  |
| delphinium          | 2021年3月25日  |
| 白映え              | 2021年5月16日  |
| Challenger          | 2021年7月12日  |
| 声に願いを          | 2021年8月10日  |
| kimito illumination | 2021年12月24日 |
| Friends             | 2023年5月24日  |
| 春になったら        | 2024年2月17日  |
| 凡非凡              | 2024年9月23日  |
| 雪崩                | 2024年12月13日 |
| なだれ              | 2024年12月13日 |

### アルバム
|     | タイトル                  | 発売日        | 収録曲 |
| --- | ------------------------- | ------------- | --- |
| 1st | Public/Private Expression | 2012年12月7日 | 1. ボクのマチ 2. 恋をするにあたって(a song for you) 3. アイデンティティ 4. Just Relax 5. 言えない I Love You 6. 両親へ |
| 2nd | 金色の心                  | 2014年11月5日 | 1. 大丈夫、君が思えたら 2. うつくしいきみへ 3. 愛したひと 4. 金色の心 5. 会えない時間に                                |

## 出演

### 舞台
- PARCO Produce公演 転校生 男子校版（作：平田オリザ 演出：本広克行 / 2019年8月17日 - 27日、紀伊國屋ホール） - 転校生 役
- クリム=カルム 夏の夜の夢=偽罪（演出：sola / 2022年1月4日 - 9日、王子小劇場） - ライサンダー 役
- 奏劇vol.2 Trio 〜君の音が聴こえる（原案・作曲：岩代太郎 演出：深作健太 / 2022年12月15日 - 24日、よみうり大手町ホール） - アナウンサーの声

### テレビドラマ
- 歪んだ波紋 第5話（2019年12月1日、NHK） - 若い男 役

### コマーシャル
- りそなグループ CM「いいことありそな、りそなのシテン!」銀行員役（2020年 - ）
- 救心製薬株式会社 救心錠剤CM「ニューノーマル篇」会社員役（2022年 - ）

### ラジオ
- 松本翔太郎の『はなまるとーく!』（Podcastで毎週月曜日配信）
- ボンボ藤井のエフエムボンバー   (2016年11月19日、エフエムやつしろ)   ゲスト出演
- ワイワイ編集局   (2023年7月14日、エフエムやつしろ)  ゲスト出演